# Apoxitettix salvadorae
Apoxitettix salvadorae är en insektsart som först beskrevs av Marius Descamps 1975.  Apoxitettix salvadorae ingår i släktet Apoxitettix och familjen gräshoppor. Inga underarter finns listade i Catalogue of Life.